# Giovanni Battista DeFilippi
Giovanni Battista DeFilippi (* 8. Juli 1940 in Barone Canavese, Piemont, Italien) ist ein italienischer Priester und Richter der Römischen Rota.

## Leben
Giovanni Battista DeFilippi empfing nach seinem philosophischen und theologischen Studium am 29. Juni 1964 das Sakrament der Priesterweihe für das Bistum Ivrea.
Papst Johannes Paul II. ernannte ihn am 20. Dezember 1993 zum Auditor (Richter im Rang eines Prälaten) der Römischen Rota (Tribunal Rotae Romanae), das seinen Sitz im historischen UNESCO-Weltkulturerbe des Palazzo della Cancelleria hat. 2015 wurde er emeritiert.
Kardinalstaatssekretär Angelo Sodano berief ihn 1999 sowie 2005 als Berater in das Collegio di Conciliazione e Arbitrato i Signori (Arbeitsamt des Apostolischen Stuhls).
DeFilippi ist Hauptautor des 2016 herausgegebenen Buches Il bonum coniugum. Rilevanza e attualità nel diritto matrimoniale über das katholische Eheschließungsgesetz.